# 亚洲公路43号线
亚洲公路43号线（英語：Asian Highway 43），编号為，是亞洲公路網系統中一条位于南亚，全长3,024（1,879英里）的公路，起点位于印度阿格拉，终点位于斯里兰卡马塔拉。
该条公路途经印度城市阿格拉、瓜廖尔、那格浦尔、海得拉巴以及班加罗尔、马杜赖；最后经过拉梅斯瓦拉姆，在塔莱曼纳尔进入斯里兰卡，并经过马纳尔、阿努拉德普勒、丹布勒、库鲁内格勒、康提、科伦坡、加勒，最终到达马塔拉。